# Grandisonia alternans
Grandisonia alternans är en groddjursart som först beskrevs av Leonhard Hess Stejneger 1893.  Grandisonia alternans ingår i släktet Grandisonia och familjen Caeciliidae. IUCN kategoriserar arten globalt som livskraftig. Inga underarter finns listade i Catalogue of Life.